# Amtsbezirk Matzen
Der Amtsbezirk Matzen war eine Verwaltungseinheit im Weinviertel in Niederösterreich.
Der Amtsbezirk war der Kreisbehörde in Korneuburg unterstellt und besorgte deren Amtsgeschäfte vor Ort. Die Zuständigkeit erstreckte sich neben Matzen auf die damaligen Gemeinden Angern, Auersthal, Ebenthal, Unter-Gänserndorf, Götzendorf, Grub, Klein-Harras, Kollnbrunn, Mannersdorf, Martinsdorf, Ollersdorf, Pirawarth, Prottes, Raggendorf, Reyersdorf, Hohenruppersdorf, Schönkirchen, Groß-Schweinbarth, Spannberg, Stillfried, Velm und Waidendorf.
Der Amtsbezirk umfasste dabei 23 Gemeinden mit 16.800 Einwohnern (lt. Zählung von 1851).